# Acción de Artaza
La acción de Artaza fue un enfrentamiento armado durante la primera guerra carlista en los valles de las Amescoas de Navarra entre las tropas isabelinas de Gerónimo Valdés y las carlistas de Tomás de Zumalacárregui el 22 de abril de 1835.

## Testimonios
Cuatro personas que participaron en la acción: Luis Fernández de Córdova, su hermano Fernando Fernández de Córdova, el inglés C.F. Henningsen y Juan Antonio de Zaratiegui, dejaron escritos sus recuerdos de ella. Tomando como base estos testimonios, más las alocuciones y el parte que redactó Valdés, es posible reconstruir con la mayor fidelidad su desarrollo.

## Antecedentes
Comprobando que tampoco Espoz y Mina, al igual que sus antecesores Vicente Genaro Quesada y Rodil, no conseguía acabar la guerra con Zumalacárregui, a pesar de los poderosos medios que se habían puesto a su disposición, Gerónimo Valdés, ministro de Guerra, decidió en abril de 1835 trasladarse al frente del norte y hacerse cargo personalmente de la campaña. Zumalacárregui, tras las duras campañas realizadas durante el invierno, tanto en la batalla de Mendaza como en la de Arquijas y en las acciones desarrolladas en el Pirineo contra Espoz y Mina, dificultándole abastecerse de recursos que desde Madrid le eran propiciados pero que debía recoger en la frontera francesa, se había retirado con el grueso de sus fuerzas a los valles navarros de las Amescoas, Ega, Berrueza y Lana.

## Paisaje
Al igual que en la mayoría de las acciones realizadas por Zumalacárregui, dado que éste tomaba como aliado al paisaje para poder hacer frente con sus exiguas tropas a las imponentes del enemigo, es preciso describir con detalle el terreno en el que se desarrolló esta acción.
Los valles de las Amescoas forman parte de los valles situados en la maraña montañosa existente entre las llanuras de Pamplona y Álava y la ribera del Ebro. Las Amescoas se conocen como Amescoa Alta y Baja. La Alta comienza a extenderse desde el alto de Contrasta hacia el este, entre la sierra de Andía al norte y la de Lóquiz al sur, con un recorrido oeste-este de unos 20 km y unos 4 km de anchura. Transcurrida esta distancia, el valle dobla hacia el sur, entre la sierra de Urbasa, prolongación hacia el sur de la de Andía, al este y la sierra de Lóquiz al oeste, formando la Amescoa Baja con un largo de unos 6 km. Luego el valle se ensancha, siguiendo la dirección sur pero llamándose a partir de aquí valle de Allín, llegando, tras otros 9 km de extensión y habiéndose unido al valle del Ega, a Estella.
Las sierras de Andía, Urbasa y Lóquiz tienen los lomos en gran parte llanos, estando cubiertos de pastizales y densas masas de bosque. Los bosques son de encinas, robles y carrascas, provistos de un denso sotobosque de brezos, enebros y acebos. Los bordes de estas sierras sobre las Amescoas son todos ellos rocosos, exentos de vegetación "...inmensos rollos que cuelgan de las rocas empotradas en las laderas de las montañas..." dice Henningsen. Desde la base de las rocas hasta el fondo del valle, las laderas están cubiertas de bosques aún más espesos que los que existen en las cumbres. Los accesos desde las Amescoas, todos ellos abiertos por la mano del hombre, trabajando la piedra, a las sierras son pocos y difíciles de superar. A los soldados carlistas, con su ropa y calzado de montaña y su escaso equipo y armamento, no les era difícil trepar por estas rocas, ya que sus paredes aunque casi verticales no tienen la superficie lisa, sino rota con hendiduras. Pero los soldados isabelinos estaban uniformados con chacó, pantalón largo, levita, zapatos, mochila, cartuchera, fusil, bayoneta y sable. Para ellos estas rocas eran imponentes murallas infranqueables.
Zumalacárregui utilizó preferentemente las Amescoas como guarnición de sus tropas, puesto que desde esta posición tenía excelente información de las tropas enemigas a través de su sistema de Aduaneros, de los movimientos que el enemigo realizaba desde sus fortificadas guarniciones entre Logroño-Pamplona, Logroño-Vitoria y Vitoria-Pamplona, y podía entorpecer en muy pocas horas, debido a la agilidad de movimiento en la que se basaba el operativo de sus batallones, las marchas de las lentas divisiones isabelinas. 
La naturaleza no es pródiga para los humanos que la habitan: En el estrecho y alargado valle se levantan ocho o diez pequeñas y pobres aldeas que producen, aproximadamente, lo suficiente para la alimentación de sus habitantes, con la excepción de garbanzos y lentejas, que son muy estimados en Navarra, informa Henningsen.
Aquí habían establecido los carlistas sus hospitales, tanto para hombres como para caballos. Los valles habían sido por ello invadidos una y otra vez por columnas isabelinas, pero Zumalacárregui rehuyó el combate en aquel paraje a fin de no dañar a los habitantes y sus bienes, abandonándolos inmediatamente al acercarse el enemigo, bien hacia el oeste, a los valles del Ega, Lana y de La Berrueza, bien hacia el noreste a los de la Ulzama y Borunda. Consiguió así que el valle fuese respetado por las tropas isabelinas que transitaron por él en su búsqueda, hasta principios de abril, cuando Luis Fernández de Córdova lo recorrió, asolándolo, causando grandes daños en los bienes de sus habitantes, tratando de hacer inhabitable la guarida carlista. Zumalacárregui se encontraba actuando en el norte de Navarra y al tener noticia de la incursión isabelina, marchó rápidamente a las Amescoas, pero los isabelinos ya las habían vuelto a abandonar. Henningsen narra: "A medida que pasábamos a través de las diferentes aldeas, siguiendo las huellas del ejército de la Reina, en todas partes se nos presentaban los vestigios de su salvaje venganza; tan pronto como empezamos a descender por el desfiladero, pudimos observar fuertes columnas de humo que se levantaban de cuatro o cinco aldeas."

## Preliminares a la acción

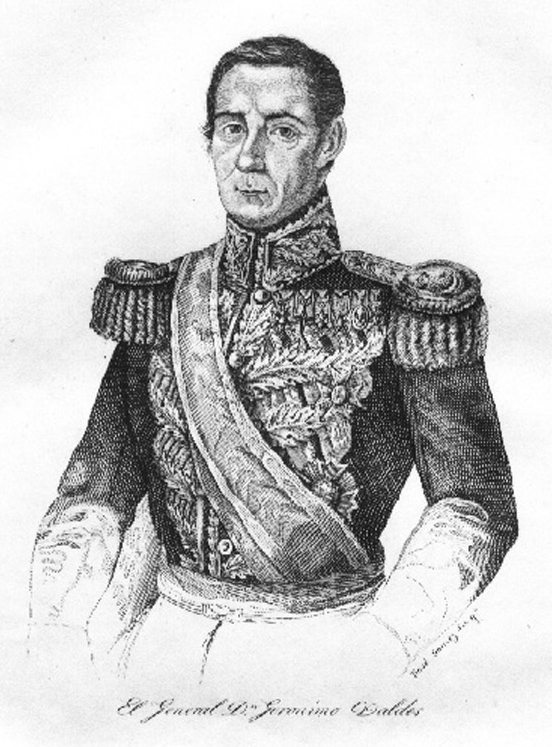
Gerónimo Valdés.

El general Valdés llegó desde Madrid a Logroño el 14 de abril, marchando seguidamente a Vitoria, donde había ordenado reunirse las fuerzas disponibles en la zona. El menor de los Córdova recuerda: ...Vino al ejército Valdés sin fausto alguno ni séquito, con un solo criado y una pequeña maleta y sin caballos, uniformes ni armas. Él mismo no sabía dónde estaba el equipaje que le pertenecía. Tampoco traía dinero y nada en verdad necesitaba. De uno de los generales adquirió el sombrero, de otro el caballo que debía montar, de otros los cigarros, y la comida tomábamos en donde la había o sentíase con apetito. 
El día 18 publicó Valdés un bando dedicado a los habitantes de las provincias vascas y Navarra:...es preciso, es absolutamente indispensable para vuestro propio bien y para la tranquilidad de la Nación entera, de la que formáis parte, que termine de una vez para siempre esta guerra cruel y fratricida... Ofreció también indulto a los que en un plazo de quince días abandonaban a Zumalacárregui pero acabó amenazando: ...entregaré a las llamas, sin reserva ni consideración de ninguna especie, todas las poblaciones de ciertos valles que sirven de refugio ordinario a los rebeldes y donde encuentran más recursos y criminal acogida, respetando, sin embargo, las personas y propiedades de sus habitantes, que encontrarán amparo y seguridad si se retiran a los pueblos donde haya guarnición o a las provincias pacíficas. Esta medida es dolorosa pero cuando el bien de la patria habla, deben callar todos los sentimientos humanos.

## Movimientos del día 19-4-1835
El ejército isabelino, compuesto por 34 batallones, unas baterías de montaña, una de cohetes a la congreve (proyectil usado contra la caballería y que consistía en un tubo de hierro que disparaba cohetes con cabeza provista de carga explosiva), así como varios escuadrones de caballería, partió de Vitoria el 19 de abril, llegando al atardecer a Salvatierra. Eran unos 22.000 hombres.

## Movimientos del día 20-4-1835
Al día siguiente partió el ejército isabelino hacia la vertiente norte de la sierra de Andía, que posee allí laderas que, aunque pendientes, permiten acceso sin dificultad por varios puertos, remontándolo por el de Olazagutía.

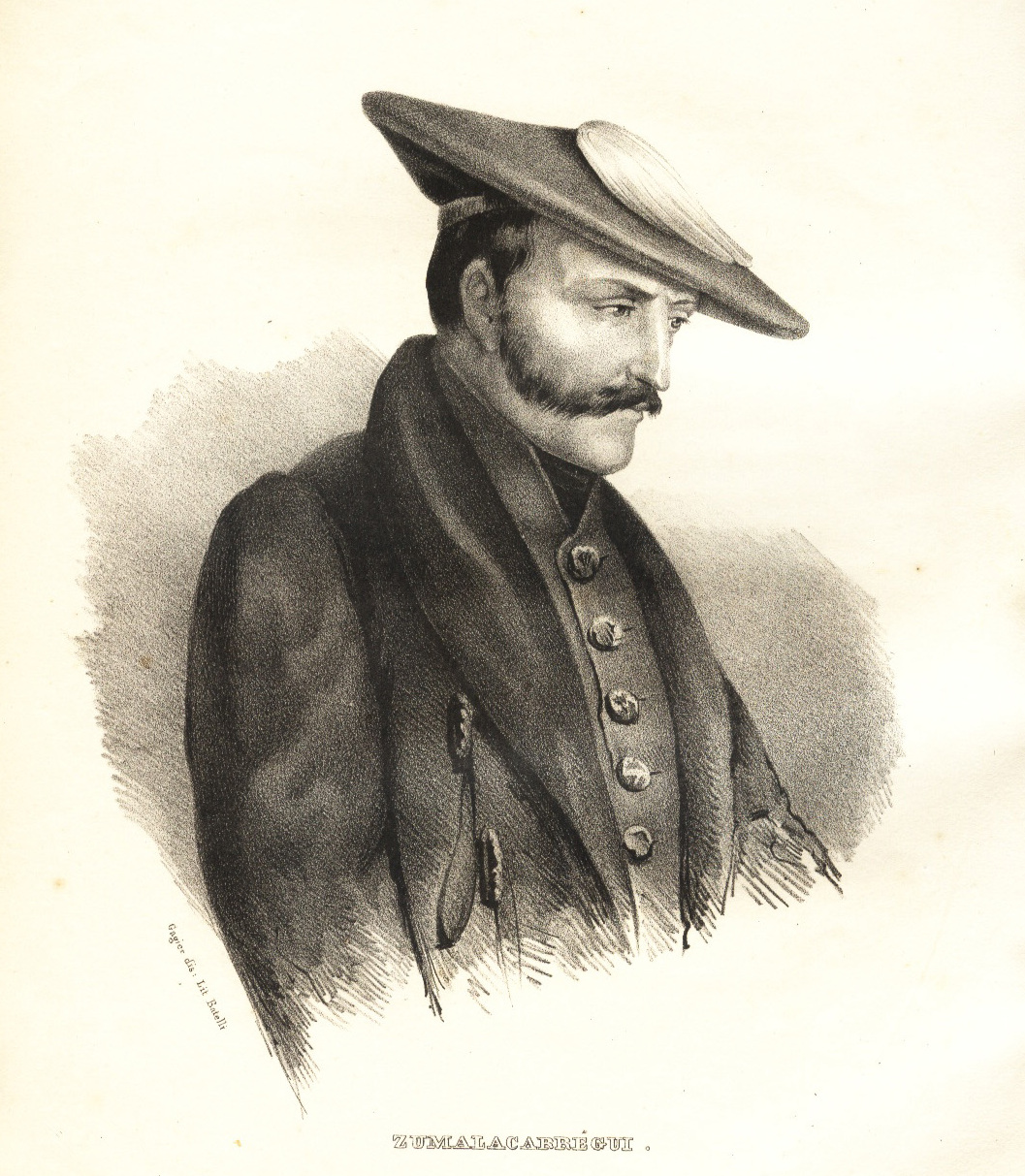
Tomás de Zumalacárregui.

Tan pronto como Zumalacárregui fue informado del rumbo tomado por el enemigo, ordenó a los jefes de los batallones acantonados en los cercanos valles de Ega y Berrueza que se pusiesen inmediatamente en marcha hacia las Amescoas. Durante la noche fueron llegando a Eulate, en la Amescoa Alta, formando una tropa compuesta por los batallones 2º, 3º, 4º, 6º y 10º de Navarra, el de Guías de Navarra, el 1º de Castilla, el 1º de Álava y el único escuadrón de lanceros que habían conseguido crear. Eran unos 4.000 hombres.
Zarratiegui dice que :"...podía a la verdad haber aumentado algunos días antes estas fuerzas, pero las dificultades de mantenerlas en un país tan estéril y exhausto de todo, y la imposibilidad de maniobrar con soltura en un terreno tan angosto y desigual como lleno de obstáculos, le persuadieron que los diez batallones que hemos citado serían suficientes para hacer frente a los 32 de Valdés..."
En realidad, Zumalacárregui en ningún momento sopesó enfrentarse a Valdés en las Amescoas. Pensaba que éste únicamente quería manifestarle la potencia de la tropa de la que disponía, proponiéndole una vez más que entregase las armas, y en el caso de que Zumalacárregui no se aviniese a ello, mientras marchaba pausadamente por el valle a Estella, se limitaría a arrasar y saquear lo poco que había dejado indemne Luis Fernández de Córdova unas semanas antes.
Por la tarde llegó el ejército isabelino a Contrasta, asomándose a lo más alto del valle de las Amescoas. El jefe carlista Bruno Villarreal que con dos batallones vigilaba este terreno, se retiró, uniéndose al grueso de la tropa carlista en Eulate, quedando la tropa carlista compuesta por 5.000 hombres.
En la planicie que se extiende alrededor de las casas de Contrasta acampó el ejército isabelino. Fernando Fernández de Córdova lo recuerda: "Las tropas formaron en tres columnas profundas en orden paralelo, y a distancia de maniobra. Su frente abrazaba todo el valle de uno a otro lado. La caballería y artillería, convenientemente protegidas, ocupaban el centro. Avanzadas y escuchas bien colocadas cubrían al campamento. La noche, fría y oscura, hacía desear el fuego, y el general permitió se encendieran fogatas, que el soldado alumbró en gran número con la abundante leña de que disponía. Recuerdo que el aspecto del campamento fue deslumbrador e imponente. Mi batallón ocupó la cabeza de la columna del centro... los demás jefes y brigadieres estaban convenientemente repartidos y los cuerpos recibieron la orden de no moverse de sus posiciones respectivas, de guardar el mayor silencio y de no hacer fuego al enemigo sino a quemarropa, recibiéndolo con la bayoneta en caso de que se arrojara sobre nuestras filas. Mas el enemigo no dio señales de vida durante la noche, y contra su costumbre, no llegó a tirotear nuestras posiciones. Solo nos dio a conocer su inmediata presencia por una fogata encendida a nuestro frente a distancia de dos tiros de fusil, en el fondo y centro del valle..."
Allí, calentándose junto a la hoguera vista por el militar isabelino, se encontraba precisamente el capitán de lanceros carlistas Henningsen: "Envuelto en mi capote y delante de una gran fogata estaba yo, temblando de frío, pues era tan penetrante el viento que, o llevaba la llama y el calor hacia un lado, o repentinamente arrojaba sobre nuestras caras la llama y las chispas, dispersando a todo el grupo."

## Movimientos del día 21-4-1835
Fernando Fernández de Córdova sigue relatando: "Amaneció y con la aurora del 21 se levantó el ejército a la señal de diana y los cuerpos más avanzados, así como los situados en los flancos y retaguardia, hicieron la descubierta reconociendo el territorio, que por lo espeso de los bosques y muchos accidentes era peligroso y muy necesario de explorar de cerca... Parecía aquel país un desierto y hubiéramos considerado el valle completamente abandonado, sin la presencia de algunos ganados extraviados y la multitud de ropa y efectos de casa y víveres y aun dinero que los soldados encontraban escondidos en los huecos de los árboles."''
Henningsen da respuesta a esta noticia: "Ahora que el segundo avance de Valdés se había anunciado, las aldeas quedaron enteramente desiertas. Todos los habitantes con sus familias, ganado, aves, muebles, se refugiaron en la sierra, huyendo delante de sus despojadores... aquellos artículos que no podían llevar consigo, los enterraban de tal modo que los cristinos, al llegar, se encontraban con los muros desnudos". Sigue contando Fernando Fernández de Córdova: "Zumalacárregui parecía querernos amedrentar con el silencio y con el aspecto imponente y singular de aquellos lugares solitarios. Ni un soldado, ni un habitante, ni ser alguno viviente se presentaba a nuestra vista ni al alcance de los anteojos dirigidos hacia todos los puntos del horizonte después de recorrer los terrenos inmediatos." El avance isabelino lo describe Henningsen desde el otro lado del frente: "A primera hora, Valdés avanzó en columnas cerradas por el valle; pero sólo podía marchar paso a paso, pues nosotros nos retirábamos a su vista. Alrededor de la mitad del batallón de Guías, desparramado en forma de tiradores sueltos, hacía que su avance fuera muy lento". Zumalacárregui abandonó Eulate cuando comenzó a acercarse Valdés y situó sus tropas más al fondo del valle.
A mediodía llegaron las avanzadillas de Valdés a Eulate y fue entonces cuando el jefe isabelino tomó una de las decisiones más incomprensibles que militar alguno tomara durante esta guerra: "Hice tomar posición en el valle a la división del general Córdova, con su izquierda apoyada en Eulate, en cuya disposición se mantuvo hasta que todas las demás tropas, desfilando por su retaguardia, subieron el puerto de Eulate, cuyo movimiento siguió después dicha división por medio de una bella operación de escalones."

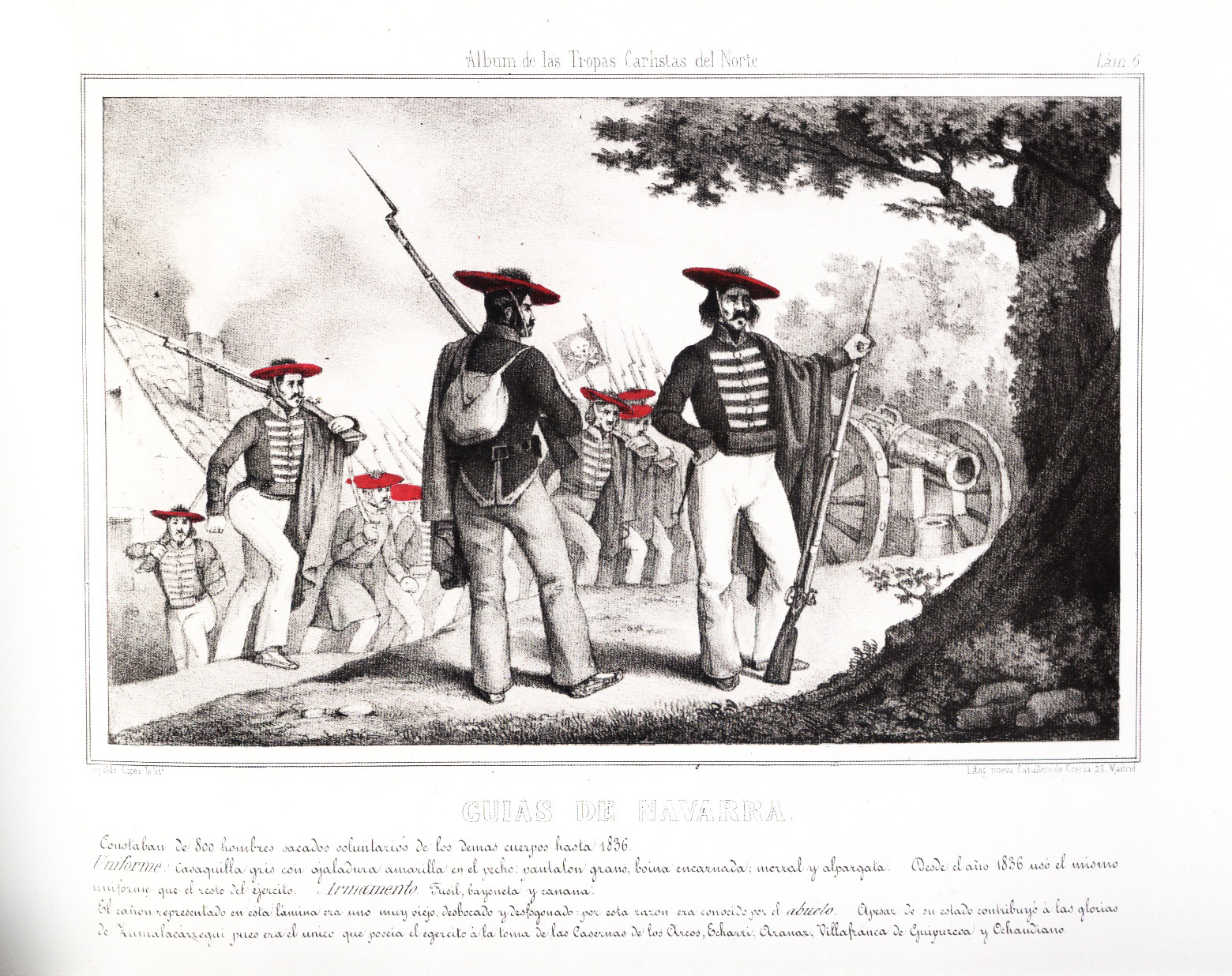
Guías de Navarra.

Viendo Zumalacárregui que el enemigo abandonaba el valle y volvía a subir a la sierra de Andía por el pasillo abierto en las rocas de Eulate, pensó que Valdés, que hasta poco antes desconocía el paisaje en el que se había introducido con su enorme ejército, la dificultad de moverlo por él y la ausencia de intención carlista de ofrecerse a combatir, había decidido abandonar su objetivo, volviendo a Álava.
Tres horas tardó en subir a la sierra el ejército isabelino y tras ellos envió Zumalacárregui una partida para que observase su movimiento. Cuando poco después desde las alturas le llegaron los correos, informándole que Valdés no se dirigía por el lomo de la sierra hacia Álava, sino que marchaba hacia el este, el jefe carlista quedó desconcertado sobre lo que se proponía hacer Valdés, ya que marchando en esa dirección, tras una penosa travesía por la sierra, sólo podría llegar al cabo de dos días y dando un gran rodeo a Estella, o en tres a Pamplona.

## La venta de Urbasa

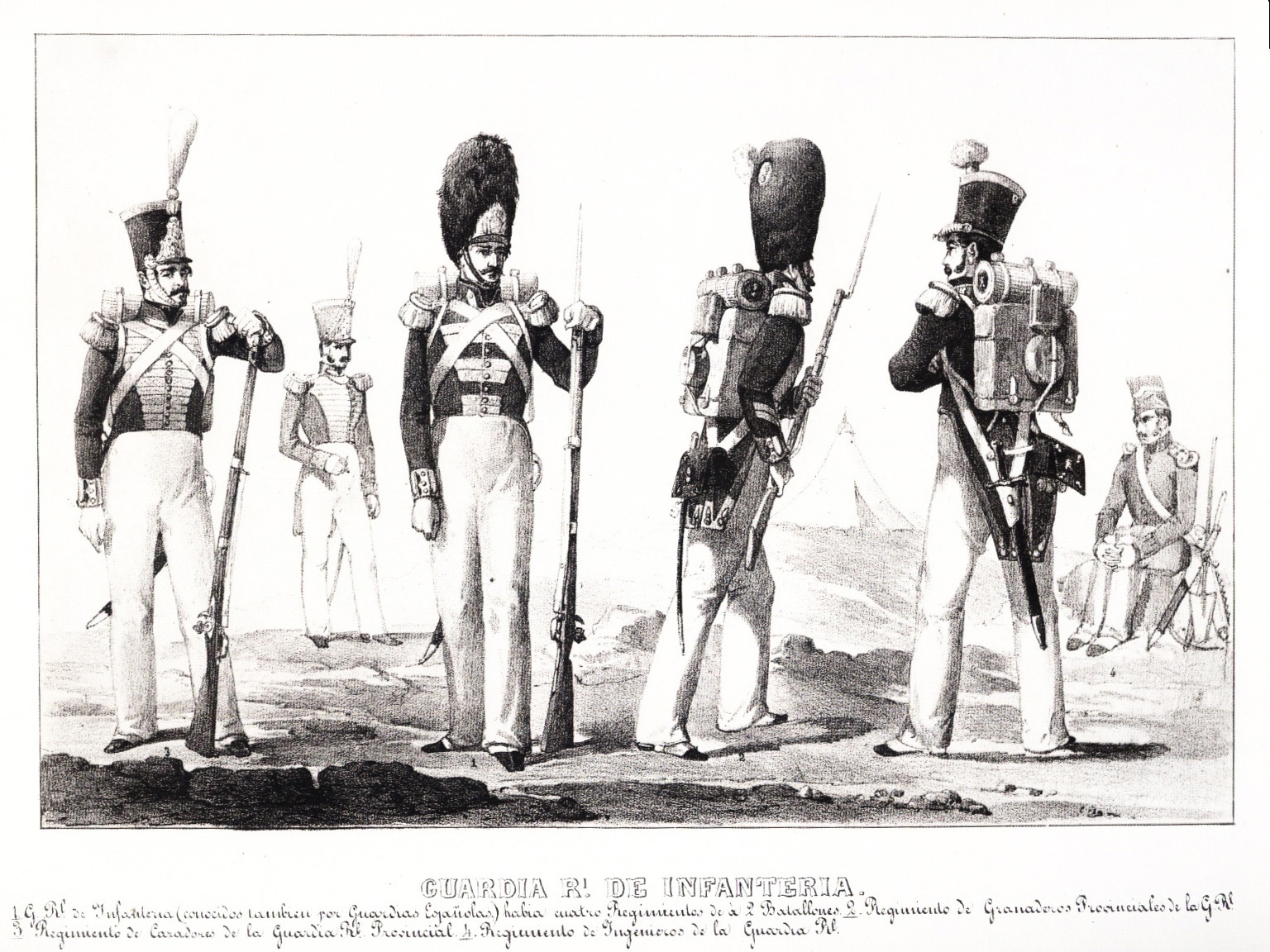
Guardia Real de Infantería isabelina.

Valdés explica lo que le ha ocurrido: "...siendo ya muy entrada la tarde y faltando absolutamente el agua en aquellas elevadas cimas, me vi en la absoluta precisión de dirigirme a acampar a las inmediaciones de la venta de Urbasa..." Duro es el paisaje de las sierras de Andía y Urbasa, pero el lugar más inhóspito es el que rodea la venta de Urbasa. Apenas hay tierra en el suelo, permitiendo que la roca rompa la fina capa de tierra, cubriendo gran parte del suelo; los pocos árboles que crecen lo hacen retorciéndose, buscando en el aire, en el sol, el alimento que niega la estéril tierra a sus raíces. La vista del musgo que cubre los troncos de estos árboles y el que cuelga de sus ramas es el más claro testimonio de la dureza de la estancia para el ser humano en este lugar. La situación la describe Fernando Fernández de Córdova: "Tuvimos que acampar también, formando un gran cuadro con la infantería desplegada en tres filas, una de las cuales debía permanecer sentada sin separarse ningún hombre de su puesto ni dejar las armas en la mano. Las otras dos filas podían descansar sin descomponer la formación ni abandonar tampoco los fusiles, aunque estuviesen acostadas. A retaguardia, y detrás de los batallones así dispuestos, situáronse algunos en masa como en reserva, y dentro del cuadro se confeccionaron los ranchos cerca de los regimientos respectivos."
El ejército acampó al aire libre, se prohibió hacer fuego y fumar y las cacerolas del rancho que se preparó estaban prácticamente vacías. El ejército isabelino, provisto siempre de muy escasas raciones, había salido de Vitoria con raciones para tres días. La primera la consumió en Salvatierra, pero en Contrasta, el hambre por un lado, y en la creencia de que al día siguiente llegarían lo más tarde al anochecer a Estella, les animó a consumir las dos raciones que les quedaban. Por ello, en la venta de Urbasa ya no les quedaba nada para comer y apenas había agua y la poca que se encontró se repartió de mala manera. Y también hacía mucho frío. Incluso los diez batallones carlistas cobijados en las aldeas en el valle sufrieron la dureza de la noche según confirma Henningsen: "...hacía un frío intenso, aun en el valle que estaba relativamente resguardado; el aguanieve, la nieve y la lluvia se sucedieron hasta la mañana." Aún más ocurrió en el campamento de la venta de Urbasa, según Zaratiegui, ya que Zumalacárregui mandó allá arriba a "...unos 200 tiradores, a fin de mantener con sus disparos toda la noche en vela al enemigo". Hecho que confirma el menor de los Córdova: "Cuando las fuerzas contrarias presumieron sin duda que las tropas rendidas por el sueño, habrían relajado la vigilancia en el campo, presentáronse algunas compañías enemigas en diferentes puntos para tirotearnos". Esta estratagema de importunar el sueño del enemigo, haciendo que unos pocos de sus hombres disparasen sobre su campamento, no dejando dormir a los que lo ocupaban, restándoles fuerzas para el siguiente día, era una de tantas tácticas que empleaba el genial general carlista para desmoralizar al enemigo.

## Esquema de situación de la Acción de Artaza
```
               (1)           (2)                            
^^^^(3)^^^^^^^^^^^^^^^^^^^^^^^^^^^^^^^^^^^^^^^^^^^^^^^^^^^(10)^^^^^^^^
                     ^                                               ^
                    (8)        (6)    (9)                      (11) (5) 
                     ^                                               ^
^^^^(4)^^^^^^^^^^^^^^^^^^^^^^^^^^^^^^^^^^^^^^^^^^^^^^^^^^^^^^^^      ^           
                                                              ^ (7)  ^
                                                              ^ (12) ^
                                                              ^      ^   (13)
                                                              ^      ^
                                                                (14) 
```

(1) Vitoria. (2) Salvatierra. (3) Sierra de Andía. (4) Sierra de Lóquiz. (5) Sierra de Urbasa. (6) Valle de Amescoa Alta. (7) Valle de Amescoa Baja. (8) Contrasta. (9) Eulate. (10) Venta de Urbasa. (11) Zudaire. (12) Artaza. (13) Abárzuza. (14) Estella

## La acción
Amaneció y en el campamento isabelino la banda de música del regimiento de la Guardia Real tocó diana y a los soldados se les dio el aguardiente al que tenían derecho cuando había previsto un enfrentamiento. Valdés dice: "A las seis de la mañana emprendí de nuevo mi movimiento, dominando como la víspera las cumbres. Mi intención era dirigirme a Estella porque la absoluta falta de subsistencias lo exigía; tanto más cuanto que mi objetivo principal estaba cumplido desde el día anterior en que había demostrado al enemigo que podía penetrar en las Amescoas y ocupar o destruir sus pueblos a mi placer, a pesar de la reunión de sus fuerzas. Con esta idea continué mi marcha al través de los intrincados bosques que cubren la expresada sierra."
En el fondo del valle, los carlistas, según Zaratiegui, también madrugaron: "Al rayar el alba, Zumalacárregui dio orden de que se tocasen durante largo rato las cornetas y cajas y se distribuyesen a las tropas el aguardiente acostumbrado en los días de combate; recorriendo en seguida las compañías y animándolas con algunos breves discursos. A las cinco de la mañana comenzó a establecer en varios puntos sus batallones y creyendo que los enemigos bajarían adonde él estaba por el puerto de Zudaire, que es el más ancho y suave, colocó 20 compañías por escalones."
Pero tampoco aquel día había de dejar de sorprender Valdés a Zumalacárregui con otra de sus inexplicables actuaciones, ya que ni bajó a las Amescoas por el relativamente cómodo puerto de Zudaire, pero ya de por sí muy peligroso para su ejército nada preparado para combatir en este paraje, ni atravesó el lomo de la sierra de Urbasa hacia el sureste para bajar por sus suaves pendientes al valle en el que se encuentra Abárzuza y seguir desde allí a Estella, sino que optó por continuar hacia el sur, caminando sobre la abrupta cresta de la sierra que se encumbra sobre la Amescoa Baja.
De la sorpresa de Zumalacárregui al verlo aún allá arriba, dice Zaratiegui: "Cerca de las ocho tuvo este orden una completa variación, porque en lugar de descender los contrarios por el citado puerto, se observó que iban pasando por el borde de la sierra hacia el de Artaza. Zumalacárregui, sorprendido al principio de tal movimiento, comprendió al fin que el tan formidable ejército no trataba ya más que de retirarse de su vista, rehuyendo el combate. Entonces, con la mayor resolución, tomó cuatro batallones y subió con ellos al puerto de Artaza. Al llegar a él, los cristinos empezaban a salir al descubierto desde el bosque que hay más elevado y en busca, a lo que luego se vio, del camino de Estella."

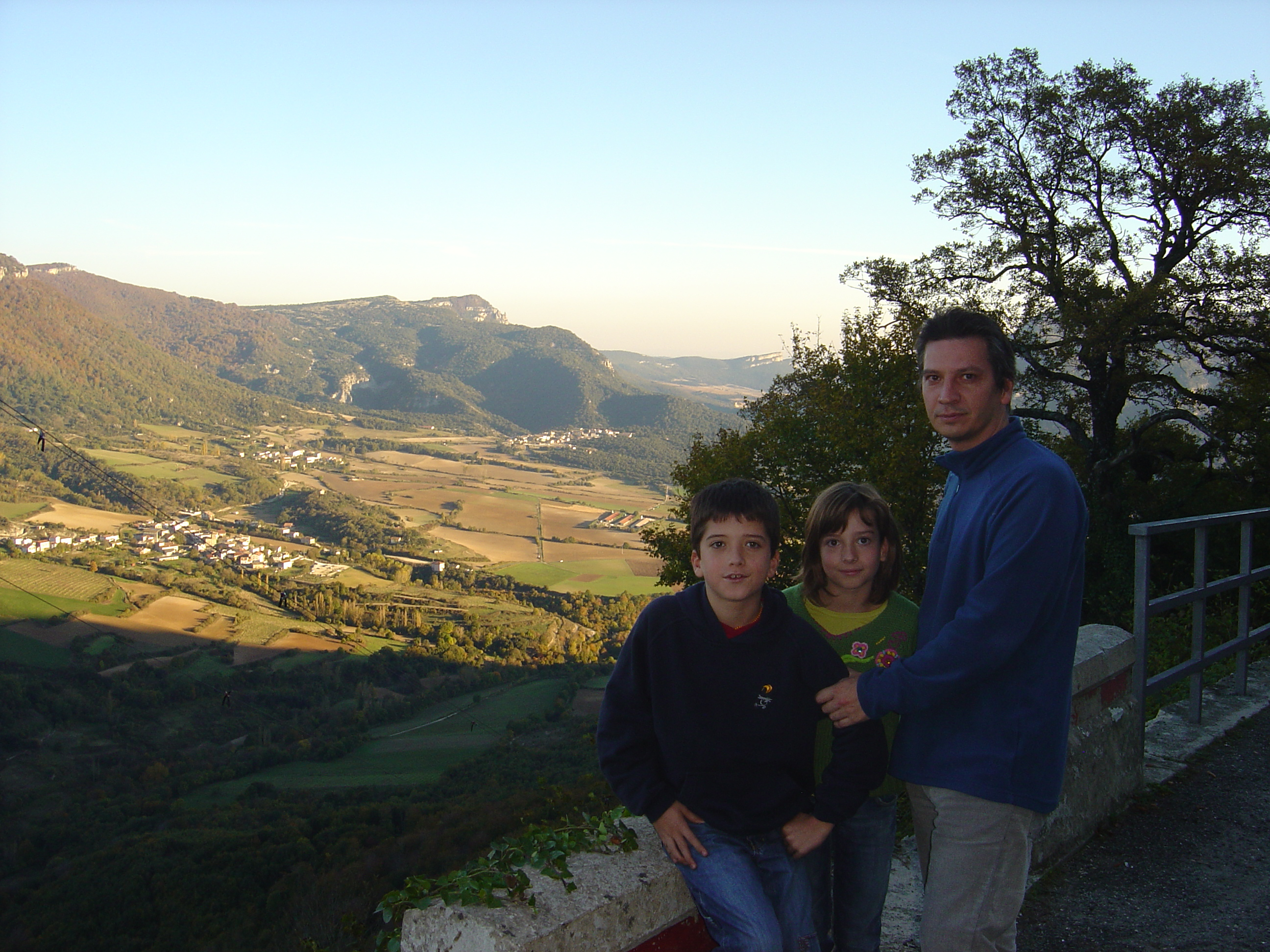
Amescoa Baja desde el puerto de Zudaire. Artaza a la izquierda.

Zumalacárregui dejó el grueso de tropa en Zudaire y se llevó a Artaza tres batallones: el de Guías y los 4º y 6º de Navarra y el escuadrón de Lanceros de Navarra, fuerza que consideraba suficiente para cerrar el paso a los isabelinos en el puerto durante largo tiempo, ya que éste no es más que una breve cortadura en la muralla rocosa de la cresta, sin arriesgar el grueso de su tropa.
Una vez allí, cuenta Henningsen: "Aunque en las alturas brillaban abundantes las armas del enemigo, solamente podían bajar por este desfiladero, pues las murallas de roca hacían el paso imposible por cualquier otro lado. Cuando vimos la pequeña fuerza destinada a detener su paso y nos dimos cuenta de que, si ésta era vencida, el torrente que bajaría al valle nos traería segura destrucción a todos, no pudimos menos de mirar con ansiedad el resultado del choque."
Valdés confiesa: "Era la primera vez que yo pisaba aquel terreno, pero en medio de la falta de noticias y de la imposibilidad de un reconocimiento previo detenido, conocí la importancia de ocupar un elevadísimo peñasco que domina la salida del puerto y al que me dirigí a la cabeza de dos batallones a tiempo que ya los enemigos trepaban su cima." El peñasco que cita de nada le servía ocuparlo a no ser que hubiese conseguido subir allá arriba artillería de batir, fuerza de la que no disponía. Desde allí con sólo fuego de fusilería no podía asegurar la bajada de sus soldados al quedar demasiado distanciado el peñasco del puerto, ni a los carlistas se les habría ocurrido trepar al peñasco para ocuparlo, porque de nada tampoco les habría servido llegar allá arriba. Aquel peñasco sólo servía para tener una grandiosa vista sobre el paisaje en el que se iba a desarrollar el desastre del ejército isabelino.
Lo que hicieron los carlistas fue tomar posiciones a la salida del puerto, entre los árboles, con el batallón de Guías y el 4° de Navarra, mientras que el 6° quedaba algo más abajo, ya a la entrada del pueblo, donde acaba el arbolado y comienzan las praderas y las tierras de labor, como reserva junto con el escuadrón de caballería.
El batallón que mandaba Fernando Fernández de Córdova, el 2º batallón de Voluntarios de Aragón, había protagonizado en enero una revuelta en Madrid, ocupando la Casa de Correos, llegando a dar muerte al capitán general que intentaba apaciguarlos. El reglamento preveía que el batallón hubiera sido diezmado pero, temiendo revueltas de otras fuerzas acantonadas en la capital, se decidió enviarlo al frente. Allí sería empleado como fuerza de choque, es decir, sacrificado. Su batallón fue por ello el primero en tratar de abrirse paso en la brecha de Artaza y a medida que los soldados llegaban a tiro de los carlistas ocultos en la masa forestal, eran recibidos con las descargas enemigas, no pudiendo ponerse a cubierto, ya que los que venían detrás y que no sabían lo que ocurría delante de ellos, los empujaban. Su comandante dice: "...un inmenso pánico comenzó a dominar al batallón... impedíales volver la espalda lo estrecho del campo y los batallones que nos seguían". Los que iban consiguiendo salir, se desparramaban por la ladera, a los pies del peñasco en el que estaba Valdés, incapaz de cubrirles desde aquella inverosímil posición. 
Durante cuatro horas contuvieron los dos batallones carlistas a los isabelinos. Al cabo de ellas "...el camino estaba tan lleno de muertos, que los cristinos no podían bajar sin pasar por encima de sus cadáveres", dice Henningsen.
El 4º batallón de Navarra, exhausto, ya casi sin municiones, fue relevado por el 6º pero éste, al ser su comandante herido de muerte nada más entrar en combate, se desmoralizó, cediendo sus posiciones, desbandándose cuesta abajo. Cuenta Henningsen que entonces: "En un instante, alrededor de 4.000 hombres se abrieron paso hacia abajo, y el 4º batallón, a causa de la huida del 6º, fue víctima de la mayor confusión y cedió. Todo esto tuvo lugar tan rápidamente que una carga nuestra, dado el número de los que se habían abierto camino hacia abajo, hubiera sido peor que inútil. A pesar de la firmeza de los Guías, yo pensé durante un momento que nos harían pedazos a todos."
Tomado por los cristinos el campo alrededor del pueblo, continuaron descendiendo hacia el fondo del valle nuevamente por una fuerte pendiente, también densamente poblada de árboles y arbustos, encontrándose tras ellos parapetados con los restos de los tres batallones comandados por Zumalacárregui. La caballería había sido enviada poco antes a bajar al fondo del valle y marchar desde allí en dirección de Zudaire. 
La tierra de los campos de Artaza contiene mucha cal, lo que hace que con la humedad proveniente del deshielo en la sierra, al caminante se le pegan pesados terrones de tierra en su calzado. La infantería isabelina estaba provista de zapatos de cartón, recubiertos con una delgada capa de cuero, fabricados en Inglaterra donde el gobierno isabelino los adquiría para su ejército. En aquella marcha, los soldados isabelinos pronto quedaron descalzos y comenzaron a abandonar gran parte de su equipo para poder moverse más ágilmente por el bosque.
La oposición que pudo realizar Zumalacárregui con fuerzas tan mermadas duró poco, quedando separado de su retaguardia al lograr el grueso de las tropas de Valdés llegar al fondo del valle, interponiéndose entre él y las tropas que estaban en Zudaire. Aquí, en la retaguardia carlista, ignoraban lo que estaba ocurriendo en Artaza, por lo que Zaratiegui, con dos batallones, subió por el puerto de Zudaire a la sierra. Una vez arriba vio que allí abajo "...todo el ejército isabelino se dirigía hacia Estella...", aunque en lo alto de la sierra "...una división compuesta de seis o siete batallones que permanecía formada en columna cerrada a pocos pasos de allí, con el objetivo al parecer de cubrir su retaguardia. Luego que el primer batallón de Navarra que marchaba a la cabeza tomó posición en el alto del puerto, comenzó el ataque contra la división enemiga, la que, permaneciendo antes arma al brazo, viéndose acometida, opuso una gran resistencia..."
Cuando el grueso de las tropas de Valdés consiguió abrirse paso y llegar al fondo del valle, tomó el camino de Estella, mientras que su retaguardia continuaba en la sierra, conteniendo a Zaratiegui. La marcha por el valle continuó siendo muy penosa, puesto que la noche había llegado, el camino era estrecho y eran muchos los heridos que había que transportar, convirtiéndose la formación en una prolongada línea. El total desastre era inevitable, ya que, por un lado, Zumalacárregui fue con su gente por la ladera este con mayor rapidez que la columna enemiga, consiguiendo así emboscarse nuevamente en el paso de las Peñas de San Fausto, lugar en el que el valle queda muy encajonado. Aquí aguantó a las tropas de Valdés hasta que se le acabó la munición, cediendo finalmente el paso. Pero desde Zudaire se habían puesto en movimiento los dos batallones alaveses de Villarreal, acosando a la retaguardia isabelina que huía por el valle. La caballería carlista, a la que pertenecía Henningsen, participó en esta persecución "...picando la retaguardia hasta las diez de la noche. Cuando nos aproximamos a Estella... cerca de 3.000 fusiles fueron abandonados."
Fernando Fernández de Córdova dice que "...en la oscuridad de la noche alguno de los cuerpos formados por quintos y con oficiales ya de edad o faltos de experiencia, sin disciplina aquellos y sin rigor y serenidad éstos, perdieron la formación y se dispersaron, contribuyendo a introducir el desorden y confusión en muchos otros.". Su hermano Luis amplía la noticia: "...en aquella funesta tarde y noche, la 3ª división que yo mandaba no sólo rechazó los ataques del enemigo y conservó el orden más perfecto en medio del caos, preservándose del pánico general que había ganado a los demás cuerpos, sino que salvó a muchos de éstos que corrían a su perdición por el camino de la confusión y el desaliento; recogió la artillería abandonada en la marcha y sufrió sin responder el fuego con que en la oscuridad nos recibían nuestros mismos compañeros de armas, que dispersos y aterrados nos tomaron por enemigos, viéndonos marchar formados. Dar una idea de la confusión de aquella noche es imposible, pues el caos no se describe."
Tras él venía su hermano Fernando: "Mi batallón se encontró a retaguardia de todo el ejército y serían como las once de la noche cuando, considerando dificilísima mi llegada a Estella, donde habían entrado ya los primeros cuerpos de mi hermano, resolví tomar posición fuera del camino y esperar el día. Mas en aquellos momentos y cuando no se escuchaba ya el fuego enemigo y menos en verdad lo esperábamos, empezóse a oír un vivísimo tiroteo del lado de Estella, cuya dirección, por desdicha, demostraba que provenía de nuestras propias fuerzas, y que por éstas era también contestado. La oscuridad profunda de la noche, la confusión de la marcha y un pánico inexplicable que se apoderó de varios cuerpos del ejército dio origen a estas escenas lamentables, que costaron la vida a muchos bravos, sacrificados en la aspereza y lobreguez de aquellas sierras por sus propios hermanos de armas."
En la sierra, cerrada la noche, las dos retaguardias dejaron de enfrentarse, volviendo la carlista a Zudaire y la isabelina, cruzando con mucho sentido común el lomo de la sierra en dirección sureste, llegó a Abárzuza. 

## Consecuencias
Al iniciarse la guerra en octubre de 1833, los partidarios carlistas fueron considerados por el gobierno isabelino como personas facciosas, siendo fusiladas casi sin excepción. Por lo que las tropas carlistas también fusilaban a los prisioneros del ejército isabelino que hacían, por un lado, como represalia, por otro, al no disponer permanentemente de localidad alguna en sus manos a la que podían conducirlos. El hecho más sangriento de fusilamientos se realizó en Heredia.
La prensa británica informaba con gran detalle sobre la guerra civil que se desarrollaba en España, por lo que su gobierno decidió enviar a lord Elliot con la misión de obtener un acuerdo entre los contendientes con el que cesasen los fusilamientos. Lord Elliot llegó el 25 de abril de 1835 al valle de La Berrueza al que se había retirado Zumalacárregui desde las Amescoas, el cual aceptó inmediatamente el convenio propuesto con el que, básicamente, se acordaba respetar la vida de los prisioneros, respetar igualmente los lugares en los que se encontraban las prisiones y promover el canje. El emisario inglés se trasladó a Logroño, donde Valdés también firmó el convenio tres días después. Con la firma del convenio, el ejército carlista obtuvo una nueva victoria, ya que ahora era aceptado como ejército regular.
Tras el desastre de Artaza, Valdés se retiró con sus tropas a la orilla sur del Ebro y ordenó que prácticamente todas las guarniciones isabelinas mantenidas en el triángulo Logroño-Vitoria-Pamplona, así como las que existían entre Pamplona y la frontera francesa, fuesen evacuadas, ya que no era posible mantener contacto con ellas. Este hecho y la desaparición de tropas isabelinas importantes en Navarra, abrió el camino a Zumalacárregui para conquistar el País Vasco. Por el valle del Oria inició la conquista de Guipúzcoa, ocupándola en pocas semanas con excepción de las ciudades fortificadas de San Sebastián y Fuenterrabía y algún puerto de mar. Las guarniciones enemigas que encontró, o se rindieron o fueron conquistadas, consiguiendo así hacerse con una importante sección de artillería de batir de la que había carecido completamente hasta la fecha. Ocupó Éibar, una de las ciudades armeras más importantes de España, y el 2 de junio deshizo, en el alto de Descarga, ya camino de Vizcaya, la tropa isabelina que para detenerlo había sido enviada desde Bilbao al mando de Espartero. Siete días después pasó revista por última vez a su ahora poderoso ejército en Durango y el día 13 inició el sitio de Bilbao.